# Trésor d'Abengibre
 (octobre 2011).
Si vous disposez d'ouvrages ou d'articles de référence ou si vous connaissez des sites web de qualité traitant du thème abordé ici, merci de compléter l'article en donnant les références utiles à sa vérifiabilité et en les liant à la section « Notes et références ».
Le trésor d'Abengibre est une riche vaisselle fabriqué en argent ciselé qui fut produite entre 400 et 201 av. J.-C.
Sa découverte a été fortuite, en octobre 1934, par Sebastián López Pérez, alors qu'il travaillait aux champs, en un lieu nommé la « Vallée des Vignes », dans la commune d'Abengibre en Espagne. Il est conservé au musée archéologique national d'Espagne, à Madrid.